# Andriej Stiepanow
Andriej Jurjewicz Stiepanow (ros. Андрей Юрьевич Степанов; biał. Андрэй Юр'евіч Сцяпанаў - Andrej Jurjewicz Sciapanau; ur. 14 kwietnia 1986 w Moskwie) – białoruski hokeista pochodzenia rosyjskiego, reprezentant Białorusi.

## Kariera
- CSKA 2 Moskwa (2001-2002)
- Krylja Sowietow Moskwa (2003-2005)
- Torpedo Niżny Nowogród (2005)
- HK MWD Bałaszycha (2005-2006)
- Witiaź Czechow (2007)
- Mietałłurg Nowokuźnieck (2007)
- HK Dmitrow (2007)
- Junost' Mińsk (2008-2011)
- Amur Chabarowsk (2011-2012)
- Sibir Nowosybirsk (2012)
- Amur Chabarowsk (2012-2014)
- Nieftiechimik Niżniekamsk (2014)
- Dynama Mińsk (2014-2015)
- Łada Togliatti (2015)
- Dynama Mińsk (2015-2020)
  -  Junost' Mińsk (2019/2020)
- HK Dynama Mołodeczno (2020)
- GKS Katowice (2021)

Pochodzi z Rosji i przez kilka lat występował w tamtejszych klubach. W 2008 przeniósł się na Białoruś i został graczem Junosti, w barwach której grał przez trzy lata. W czerwcu 2011, jako najskuteczniejszy zawodnik i strzelec ekstraligi białoruskiej, został po raz pierwszy zawodnikiem klubu Amur Chabarowsk w lidze KHL. W październiku 2012 po raz drugi trafił do Amuru. Od maja do listopada 2014 zawodnik Nieftiechimika Niżniekamsk. Od listopada 2014 zawodnik Dynama Mińsk. Od czerwca do początku października 2015 zawodnik Łady. Od października 2015 ponownie zawodnik Dynama Mińsk. W czerwcu 2016 prolongował umowę z klubem. W sierpniu 2020 przeszedł do HK Dynama Mołodeczno. Na początku stycznia 2021 ogłoszono jego transfer do GKS Katowice. Po sezonie 2020/2021 odszedł z klubu.
Podczas występów na Białorusi został reprezentantem tego kraju Białorusi. Uczestniczył w turniejach mistrzostw świata w 2011, 2012, 2014, 2015, 2016.

## Sukcesy
Klubowe
- Srebrny medal mistrzostw Białorusi: 2008 z Junostią
- Złoty medalmistrzostw Białorusi: 2009, 2010, 2011 z Junostią
- Puchar Białorusi: 2009, 2010 z Junostią
- Puchar Kontynentalny: 2011 z Junostią
- Drugie miejsce w Pucharze Kontynentalnym: 2010 z Junostią
- Finał Pucharu Nadziei: 2013 z Amurem

Indywidualne
- Ekstraliga białoruska w hokeju na lodzie (2009/2010):
  - Pierwsze miejsce w klasyfikacji asystentów w fazie play-off: 12 asyst[13]
  - Drugie miejsce w klasyfikacji kanadyjskiej w fazie play-off: 14 punktów[14]
- Ekstraliga białoruska w hokeju na lodzie (2010/2011):
  - Pierwsze miejsce w klasyfikacji strzelców w sezonie zasadniczym: 40 goli[15]
  - Pierwsze miejsce w klasyfikacji kanadyjskiej w sezonie zasadniczym: 75 punktów[16]
  - Drugie miejsce w klasyfikacji strzelców w fazie play-off: 9 goli[17]
  - Czwarte miejsce w klasyfikacji asystentów w fazie play-off: 9 asyst[18]
  - Trzecie miejsce w klasyfikacji kanadyjskiej w fazie play-off: 18 punktów[19]